# Dirk Demol
Pour les articles homonymes, voir Demol.
Dirk Demol, né le 4 novembre 1959 à Kuurne, est un coureur cycliste belge. Professionnel de 1982 à 1995, il a remporté Paris-Roubaix 1988. Depuis 2000, il est directeur sportif. Il est actuellement directeur sportif de l'équipe Israel Start-Up Nation.

## Biographie
Une fois sa carrière terminée, Demol reste dans le milieu du cyclisme. Il devient entraîneur de Stijn Devolder et de Tom Boonen lorsqu'il est dirigeant du club cycliste de Courtrai, le Kortrijk Groeninge Spurters. Il amène Boonen à passer professionnel dans l'équipe US Postal quand il en est directeur sportif. Membre ensuite des équipes Quick Step, Astana puis RadioShack. Dans l'équipe RadioShack-Leopard devenue Trek Factory Racing, il a sous sa direction un autre spécialiste des classiques flandriennes, Fabian Cancellara.
Il a été bénéficiaire d'un système d'évasion fiscale entre 2008 et 2014 permettant à des coureurs d'optimiser leurs revenus grâce à des sociétés basées dans des paradis fiscaux. L’administration fiscale belge s’est attaquée à ce type de montage en mai 2013, l'obligeant, tout comme d'autres coureurs et anciens coureurs, à régulariser sa situation.

## Palmarès

### Palmarès amateur
- 1978
  - 3e du Trophée des Flandres
- 1979
  - 2e et 3e étapes de l'Étoile du Sud
  - 1re étape du Grand Prix Guillaume Tell
  - 2e de Gand-Wervik
  - 3e de la Flèche flamande
  - 3e de Paris-Vailly
  - 3e du Tour des Flandres amateurs
- 1980
  - 2e de Paris-Roubaix amateurs
  - 3e du Circuit Het Volk amateurs
  - 3e de la Flèche flamande
  - 3e du Zesbergenprijs Harelbeke
- 1981
  - Grand Prix de Waregem
  - Deux Jours du Gaverstreek :
    - Classement général
    - 1re étape

  - 3e de la Coupe Egide Schoeters

### Palmarès professionnel
- 1982
  - 2e du Circuit du Tournaisis
  - 2e de la Ruddervoorde Koerse
  - 2e du Grand Prix Raf Jonckheere
  - 3e du Circuit de la vallée de la Lys
- 1984
  - 3e de l'Omloop van de Westkust
  - 3e du Circuit du Houtland
- 1985
  - 2e de la Course des raisins
  - 3e de la Flèche hesbignonne
  - 3e du Circuit de la région linière
- 1986
  - 2e du Circuit du Houtland
- 1987
  - 2e du Championnat des Flandres
  - 3e de Kuurne-Bruxelles-Kuurne
- 1988
  - Paris-Roubaix
  - 3e du Grand Prix de Fourmies
- 1990
  - Circuit des Ardennes flamandes - Ichtegem
  - 3e du Championnat des Flandres
- 1994
  - 3e du Omloop van de Westkust

## Résultats sur les grands tours

### Tour de France
2 participations
- 1985 : abandon (15e étape)
- 1988 : 149e

### Tour d'Espagne
1 participation
- 1986 : abandon (9e étape)